# Félix de Zúñiga y Guzmán

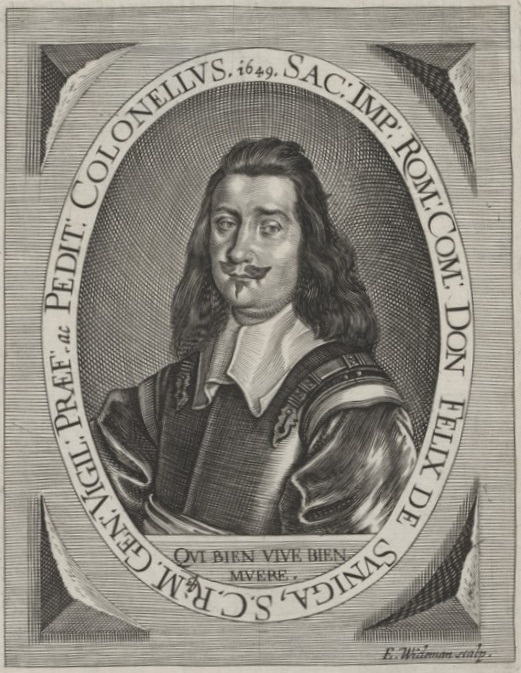
Don Félix de Zúñiga (1649), Kupferstich von Elias Widemann

Félix de Zúñiga y Guzmán (* um 1600; † nach 1659), 1. Conde del Sacro Imperio, genannt Don Felix, war ein spanisch-österreichischer General. Nach einer Laufbahn als kaiserlicher Offizier während des Dreißigjährigen Krieges wechselte er als General der Artillerie in spanische Dienste und wurde 1656 bis 1659 Gouverneur und Generalkapitän der Real Audiencia von Santo Domingo in den spanischen Kolonien.

## Leben
Die genaue Zugehörigkeit Félix de Zúñigas zu den Adelshäusern Zúñiga und Guzmán ist nicht bekannt.
Im Dreißigjährigen Krieg trat Zúñiga in habsburgische Militärdienste. Im Januar 1622 wird er erstmals als Hauptmann im burgundischen Tercio Watteville erwähnt. Die Freigrafschaft Burgund gehörte damals zu den Gebieten der spanischen Habsburger. 11 Jahre später trat er Ende 1633 als Oberst eines neu aufgestellten spanischen Fuß-Regiments in die Dienste der österreichischen Habsburger über, in die damals noch von Wallenstein befehligte kaiserliche Armee.
Unter dem Kommandanten Philipp von Mansfeld wurde Zúñiga im November 1633 in Kurbrandenburg eingesetzt, er kämpfte am 4. November in einem Gefecht bei Landsberg an der Warthe gegen die Schweden. Am 13. Mai 1634 war in Schlesien er an der Schlacht bei Liegnitz beteiligt, wo die Kaiserlichen und Zúñigas Regiment schwere Verluste erlitten. Auch die nächsten Jahre stand er mit seinen Fußsoldaten in Schlesien und Pommern. 1636 verteidigte er die Stadt Gartz an der Oder gegen eine schwedische Belagerung, bis er am 10. Oktober gegen freien Abzug kapitulieren musste. Im folgenden Jahr nahm er am Pommernfeldzug unter Matthias Gallas gegen die Schweden unter Johan Banér teil. Sein Regiment eroberte Wolgast vor der Insel Usedom, er selbst geriet bei Malchin in feindliche Gefangenschaft. Erst im Mai 1638 wurde er gegen den schwedischen Obristen Baum ausgetauscht und kam wieder frei.
Im Juli 1639 wurde er zum Kommandanten von Glogau in Schlesien ernannt, wo er im September ankam. Wegen angeblichen Ungehorsams sollte Philipp von Mansfeld im Dezember gegen ihn ermitteln. Im April 1640 wurde Zúñigas Regiment reformiert und die Soldaten auf andere Regimenter aufgeteilt. Im Oktober wurde wegen des Vorwurfs des Ungehorsams Anklage gegen Zúñiga erhoben, im gleichen Monat duellierte er sich mit Mansfeld. Der schlesische Oberbefehlshaber Martin Maximilian von der Goltz versuchte deshalb im Januar 1641 zwischen Mansfeld und Zúñiga zu schlichten. Es kam zu keiner Verurteilung, stattdessen wurde Zúñiga schon im Dezember 1640 an den kaiserlichen Oberbefehlshaber Erzherzog Leopold Wilhelm empfohlen, im Mai 1641 wurde ihm die Anwartschaft auf das erste freiwerdende Regiment der Armee oder das erneute Kommando über Glogau versprochen. Ende des Jahres wurde ihm das bisherige Infanterie-Regiment Colloredo verliehen.
In der Niederlage der Kaiserlichen in der Zweiten Schlacht bei Breitenfeld 1642 geriet er erneut in schwedische Kriegsgefangenschaft. Danach solidarisierte er sich als einer der wenigen ausländischen Offiziere mit den deutschen Offizieren auf dem linken Flügel der Kaiserlichen, der entscheidend für die Niederlage verantwortlich gemacht wurde. Vor allem die Offiziere und Kommandanten des rechten Flügels, die mehrheitlich aus Italien (die sogenannten „Welschen“) oder den spanischen Niederlanden stammten, sowie der Tscheche Mislik, machten dem linken Flügel und den „Deutschen“ Vorwürfe für ihre frühe Flucht vom Schlachtfeld. Zúñiga dagegen kritisierte die „Welschen“ und bezeichnete sie gegenüber dem schwedischen Feldmarschall Lennart Torstensson als „Hundsfötter“.
Aus der Gefangenschaft freigekommen, stritt er sich im Mai 1643 mit Oberst Moncada um das Quartier für ihre jeweiligen Regimenter. Deshalb sollte der Oberbefehlshaber Gallas im Juli einen Vergleich zwischen den beiden durchführen. Im April 1644 wurde Zúñiga zum Generalfeldwachtmeister befördert. Im Sommer wurde er zu General Johann von Götzen nach Ungarn geschickt, der dort gegen Georg I. Rákóczi kämpfte. Zusammen mit Teilen von Götzens Armee verstärkte Zúñiga Anfang 1645 die kaiserliche Hauptarmee in Böhmen und nahm an der Schlacht bei Jankau am 6. März teil. In der verheerenden Niederlage gegen die Schweden fiel Götzen, während Zúñiga erneut gefangen genommen wurde.
Am 11. Januar 1646 wurde Zúñiga zum Reichsgrafen erhoben. Er nutzte den Titel ins Spanische übertragen als Conde del Sacro Imperio. Seine nächste überlieferte Aktion war die Teilnahme an der Eroberung Lipníks in Mähren im Juni 1646. Der Oberbefehlshaber Erzherzog Leopold Wilhelm, bei dem Zúñiga seit Januar 1645 Kämmerer war, schickte ihn im August 1646 aufgrund des großen Mangels der Armee zu Kaiser Ferdinand III. nach Wien, um dort um Abhilfe zu bitten. Weiterhin nahm er an der langandauernden Blockade der Anfang des Jahres von den Schweden eroberten Brüxer Burg in Böhmen teil. Im September 1647 wurde zum wirklichen Hofkriegsrat ernannt und im Oktober in Prag in dieser Funktion vereidigt. Im Dezember nahm er mit der Hauptarmee unter Peter Melander von Holzappel an der Belagerung Marburgs in Hessen teil. Die Stadt konnte erobert werden, die Burg jedoch nicht.
Im März 1648 wurde er persönlich zu seinem Regiment zitiert. Eine Bitte um sechsmonatigen Urlaub nach Spanien gewährte man ihm Anfang Juni, sein Regiment gab er an Oberst Areyzaga ab, seine Charge als Generalwachtmeister an Leopold Wilhelm von Baden-Baden. Nach seiner Rückkehr wurde er zum Kommandanten der Infanterie in Ungarn an der Grenze zum Osmanischen Reich ernannt und am 4. März 1649 zum Feldmarschallleutnant befördert. Für seine weitere Verwendung empfahl man ihn dem kaiserlichen Botschafter in Spanien, Francesco del Carretto, und Erzherzog Leopold Wilhelm als Gouverneur der Spanischen Niederlande. Im Mai 1653 hielt er sich in Brüssel auf. Zúñiga trat zu einem unbestimmten Zeitpunkt als General der Artillerie in spanische Militärdienste über. Von 1656 bis 1659 war er Kolonialgouverneur von Santo Domingo.
Zúñiga war Ritter des Orden von Calatrava.